# Lócrida Opuntia

Mapa de la zona de Grecia central donde se ubican algunas de las principales ciudades de la antigua Lócrida. Lócrida Opuntia estaba en la parte oriental.

Lócrida Opuntia fue la parte de la Lócrida donde vivían los locrios opuntios (Ὀπούντιοι) dentro del distrito de Lócrida oriental (entre el puerto de Dafnunte y el río Cefiso). Recibían su nombre por su principal ciudad Opunte. En algunas fuentes, sin embargo, Lócrida Opuntia designada a todo el territorio de la Lócrida oriental.
La ciudad más al sur era Larimna, en la frontera con Beocia (y que anteriormente fue ciudad beocia). Estrabón menciona que el puerto de Dafnunte, que estaba destruido en su tiempo, había sido en otra época un enclave de los focidios que servía además para separar a la Lócride Epicnemidia de la Opuntia y los opuntios vivían al sur de Dafnunte. Una cadena montañosa avanzaba desde el monte Eta y, paralela a la costa y a la parte sur, separaba a los opuntios del nordeste de Beocia. 
Sus ciudades eran, de norte a sur a lo largo de la costa: Álope, Cino, Opunte, Halas y Larimna; y en el interior Calíaro, Narix y Corsea.